# كورينا بورو
كورينا بورو (من مواليد 1 ديسمبر 1953) سياسية إسبانية. كانت عضوًا في حكومة فيغو المحلية مع حزب الشعب الجاليكي بين عامي 1995 و1999. شغلت منصب المدير الأول للخدمات الاجتماعية بين عامي 1999 و2001. وأصبحت نائبة في برلمان غاليسيا ومستشارة الخدمات الاجتماعية في 2002 - 2003. في عام 2003 انتُخبت كورينا بورو رئيسة لبلدية فيغو في عام 2003 بعد اقتراح لوم ضد الاشتراكي فينتورا بيريز مارينيو وافق عليه 10 أعضاء من حزب الشعب الجاليكي وسبعة من الكتلة الجاليكية القومية ورفضه ثمانية أعضاء من حزب غاليسيا الاشتراكي واثنان من الحراس التقدميين.